# 학문적 부정직
학문적 부정직 혹은 학문적 부정행위란 공식적인 학문활동과 관계되어 발생하는 모든 유형의 부정행위를 말하며 학문적 부정직에는 다음의 것들이 포함된다.
- 표절: 적절한 표시 없이 다른 저자의 창작물을 가져다 쓰거나 복제하는 것
- 위조: 공식적인 학문 활동에서 자료(데이터)나 정보, 인용 표기를 다르게 왜곡한 것
- 기만: 공식적 학문 활동과 관계된 강사에게 거짓 정보를 주는 것 – 예를 들어, 과제 제출 날짜를 지키지 못했을 때 거짓 변명을 하거나 과제를 제출했다고 허위 주장을 하는 것
- 커닝: 시험과 같은 공식적 학문 활동에서 알리지 않고 다른 이의 도움을 받거나 다른 이에게 도움을 주는 행위
- 뇌물: 돈을 주고 시험에 대한 답안을 얻는 행위
- 사보타주: 다른 사람들이 연구를 완수하는 것을 방해하는 행위. 도서관의 책을 잘라낸다거나 자신의 직위나 인맥을 이용하여 다른 사람이 연구를 하지 못하게 방해하거나 고의적으로 실험을 망치는 것 등이 있다.
- 교수의 부정행위: 교수가 학문적으로 속이는 행위로 학문적 사기에 해당한다.

초등학교부터 대학원까지 거의 모든 교육 환경에서 학문적 부정직이 보고 되어 왔다. 학문적 부정직은 역사 속에서 허용되는 정도도 다양했다. 오늘날 문명화된 사회에서는 학문적 부정직을 매우 나쁘게 보는 추세이다.

## 역사
고대에는, 지적 재산권이라는 개념이 존재하지 않았다. 지식이란 것은 글을 일고 쓸 줄 아는 엘리트들 공동의 소유였다. 책은 손으로 베껴 써서 만들어졌다. 학자들은 다른 학자들의 글에 대해 자유롭게 요약본을 만들거나 논평을 달았다. 이로 인해 원 저자가 의도했던 본래의 생각이 확대되거나 축소될 수 있었다. 인쇄술은 – 또한 인쇄술에서 비롯된 고정된 페이지 표기법은 - 후대에 나타날 것이었기 때문에 - 당시에는 표준적인 인용 체계가 없었다. 학자들은 소수의 엘리트 집단이어서 서로를 알고 신뢰했다. 이러한 체계는 유럽 중세까지 계속되었다. 교육은 라틴어로, 때때로 그리스어로 이루어졌다. 어떤 학자들은 승려였고, 수도원에서 살았으며 원고를 복사하는데 대부분의 삶을 보냈다. 또 어떤 학자들은 로마 가톨릭 교회와 연결된 도심의 대학교에 적을 두었다.
학문적 부정직은 처음 시험이 행해졌던 때로 거슬러 올라간다. 학자들은 수 천년 전 중국의 공직 시험에서 컨닝을 하면 응시생과 감독관 모두 처형을 당하게 되는 데도 컨닝이 횡행했던 것으로 기록하고 있다. 19세기 말에 MLA와 APA가 정립되기 이전에는 다른 사람의 글을 적절히 인용하는 방법에 대한 규정이 없었다. 이로 인해 알지도 못한 채 표절을 하게 되는 경우가 많았다. 1800년대 후반과 1900년대 초, 컨닝은 미국 대학에서 만연해 있었고 학생들 사이에서 부도덕한 일로 여겨지지도 않았다. 20세기로 접어들 무렵 학생들의 2/3가 대학 생활 중 어느 시점에서는 컨닝을 했던 것으로 추정된다. 친목회에서는 종종 소위 “에세이 밀(essay mill)”이라는 것을 운영했는데, 이 모임에서는 리포트를 보관해놓았다가 다른 학생들이 반복해서 제출할 수 있도록 했다. 리포트에서 바뀌는 것은 적힌 이름 뿐 이었다. 그러나 미국의 고등교육이 점차 능력주의의 성격을 띠어가면서 컨닝 방지 정책이 매우 중요한 것으로 여겨졌고 새롭게 생긴 다양한 학생 기구들에서도 학문적 부정직을 나쁜 시각으로 여기는 데에 이르렀다. 불행하게도, 어떤 지역에서는 학문적 부정직이 만연해있고 수업에서 부정 행위를 하지 않는 사람들은 소수에 불과하다.

## 유형

### 표절
표절은 독창성이 인정의 대상이 되고 보상으로 이어지는 맥락에서 적절한 표시 없이 다른 저자의 창작물을 가져다 쓰거나 복제하는 것이다. 특정 맥락에 잘 맞게 구사된 문구를 출처 없이 차용하는 것부터 누군가의 독창적인 생각을 인용 없이 말만 바꾸어 표현하는 것, 생각을 사고 파는 부정까지 다양하다.
위키디피아의 문헌과 같이 익명이나 집단의 저자에 의한 글들은 복제의 대상이 될 수 있다. 이것은 저작권 침해와 구별된다. 공유 부문에 속한 글들은 복제될 수 있다. 복제가 문제가 되는 것은 과학, 교육, 예술, 언론, 공학 등과 같이 독창성을 인정하고 부상하는 전문적 맥락이다. 법을 제정하는 것과 같이 독창성에 기대지 않는 전문 분야와도 관련이 적다.
표절을 할 때, 학생들은 종종 웹사이트에서 복사하기와 붙여넣기가 용이한 인터넷에 들어간다. 표절의 보다 고전적인 형식인 페이퍼 밀(paper mills)이나 잘 알려져 있지 않은 문헌이나 책의 일부를 자기가 한 것으로 행세하는 경우도 계속 일어나고 있다. 표절된 리포트들은 종종 엉성하다. 많은 부분에서 에세이에 포함되지 않는 내용을 다룬다든가 철자와 문법 스타일이 중간에 변한다든가 단락 안에서 논점이 변화하는 등 비일관성이 나타난다.

### 위조
위조란 공식적인 학문 활동에서 자료(데이터)나 정보, 인용 표기를 다르게 왜곡하는 것을 말한다. 자신의 주장을 뒷받침하기 위해 인용 출처를 조작하거나 만들어내는 것도 이에 속한다. 이는 학생들이 실험 결과를 내기 위해 실험 횟수를 얼버무리곤 하는 자연과학 분야에서 지배적으로 나타난다. 거슬리는 데이터를 제거하여 실험 결과를 걸러내어 보고하는 것부터 거짓 데이터를 만들어 내는 것 등 데이터를 조작해서 실험에 대한 거짓 결론을 만들어 내는 것도 포함된다.
참고 문헌 목록 또한 종종 조작되고 있는데, 특히 리포트에 충분한 숫자의 참고 문헌이 있어야 한다고 사료되거나 최소 참고 문헌 수를 맞추어야 하는 경우 그렇다. 이러한 유형은 학생들이 읽지 않았지만 제목이 연관되어 있는 것처럼 보이는 문헌을 참고 표기하거나 허구의 제목과 작가를 지어내는 것 등이 있다.
또한 화학 시간이나 실험 수업에서 발생하는 dry labbing이라는 행위도 있다. 선생님은 눈에 띄게 기존의 법칙을 견고하게 하는 특정 결과를 도출하는 실험을 기대하고, 이에 학생은 결과에서 출발해 거꾸로 실험을 진행한다. 실험 데이터가 어때야 하는지 계산하고 종종 데이터를 변형한다. 어떤 경우는 실험 전에, 때로는 실험 없이 실험 보고서가 작성되기도 한다. 어떤 경우든, 결과는 강의자가 기대하는 대로이다.

### 기만
기만이란 공식적 학문 활동과 관계된 강사에게 거짓 정보를 주는 것을 말한다. 이의 예로는 테익홈 과제에 허락된 것보다 더 많은 시간을 번다든지, 기한을 연장하기 위해 거짓 이유를 댄다든지, 또는 과제를 제출했다고 거짓 주장을 하는 것 등이 있다. 이런 유형의 학문적 부정 행위는 명백한 형태인 컨닝에 비해 가볍게 여겨지는데 이를 달리 말하면, 정직한 학생들도 때때로 자신들이 부정을 저지른다고 생각하지 못한 채 이러한 종류의 부정에 동참한다는 것이다. 또한 과제를 완성하지 못하고 그에 대한 대가를 지지 않으려는 학생들도 때때로 이러한 부정을 저지른다.

### 사보타주
사보타주는 학생이 다른 학생들이 과제를 완수하는 것을 방해할 때 일어난다. 도서관의 책을 가위로 잘라놓거나 고의로 다른 학생들의 실험을 망쳐놓는 것 등이 이에 포함된다. 또한 자신이 선배라는 것이나 자신의 완력이 좋거나 자신의 뒷배경이 좋은 학생이 그런 것을 이용해 다른 학생들이 과제를 완수하는 것을 무언의 압박 및 공개적인 압박으로 방해하는 것 역시 포함된다. 사보타주는 보통 성적 순위를 매우 중요하게 여기는 고급 엘리트 학교와 같이 매우 경쟁적이고 치열한 환경에서 목격된다. 비열한 행동이나 다른 학생들의 학습에 대한 저급한 파괴행위가 모든 학습 상황에서 아주 일반적이다.(극도로 빈번하게 발생한다.) 몇몇 의학 전문 대학원의 도서관 사서들은 필수 과목에 요구되는 논문들이 면도날이나 수술용 매스, 또는 다른 칼로 잘라져 읽어야 하는 학술지에서 자주 없어지는 것을 목격했다. 다른 학술지는 크레파스로 칠해져 있기도 했다.

### 커닝
시험 중 커닝 페이퍼의 사용은 전형적인 커닝으로 본다.
커닝은 커닝 페이퍼, 시험 중에 누군가의 어깨 너머로 엿보거나 학생들간에 시험이나 학업 활동에 관해서 몰래 정보를 공유하는 형식을 취할 수 있다. 많은 커닝의 정교한 방법들이 해를 거쳐 발달해왔다. 예를 들어, 학생들이 화장실 변기 물 탱크에 쪽지를 숨긴 것이 보고되고 있다. 또한 정보 혁명이 시작된 이래로 공학용 계산기, 삐삐, 휴대폰, 다른 전자 용품을 소지하는 사례가 발생해왔다. 학생들이 은밀하게 옆 자리에 앉은 학생들의 시험지를 훑는 동안, 몇몇 학생들은 커닝을 하는 아이들을 적극적으로 도우려고 노력한다. 비밀스럽게 친구에게 정답이라는 신호를 보내는 방식은 짜고 재채기 하기, 연필 두드리기, 또는 대다수 선생님들의 청력 범주를 넘어선 고주파 소음 이용 등 매우 다양하다. 몇몇 학생들은 손의 움직임이나 발 찍기과 같은 반복적인 몸 신호 체계를 사용하여 정답을 퍼뜨리는 등 보다 정교한 수단을 사용하는 것으로 알려졌다.(예를 들어 발을 한 번 두드리면 정답이 A, 두 번 두드리면 B)
커닝은 자신의 점수에 전혀 득이 되지 않는데도 커닝을 할 수 있다는 점에서 다른 학문적 부정직의 형태와 다르다. 예를 들어 시험 도중에 친구에게 불법적으로 답을 보내는 학생은 자기 성적에는 전혀 영향이 없음에도 커닝에 해당된다. 커닝의 다른 예로는 같은 수업을 듣지만 같은 날 다른 시각에 시험을 보는 학생들 사이의 대화이다. 먼저 시험을 본 학생이 나중에 보는 학생에게 시험에 대해 알려준다면, 그것은 먼저 시험을 치른 학생에게는 이익이 되지 않을 지라도 학문적 부정으로 취급된다. 이런 형태의 커닝은 극렬한 반대를 받겠지만 아마도 이타적이라고 불릴 수 있을 것이다.

### 교수의 부정행위
교수의 부정행위에는 학생의 리포트나 구술시험에 부적절한 점수를 매기는 것, 커닝을 고의적로 방조하거나 돕는 것 등이 포함된다. 이러한 행위는 학생에 대한 사적인 편파성(편애)이 이유가 되기도 하고 편파적인 시각(지적 부정직), 뇌물, 또는 통과율을 높여서 강의자 스스로의 능력을 높게 평가하기 위해서 이루어지기도 한다. 자존심을 세우거나 성적 즐거움(성희롱)을 구하는데도 매우 빈번하게 사용된다.

### 흉내내기
흉내내기는 학생이 지정한 다른 사람이 과제를 하거나 시험을 치르도록 하는 부정행위의 한 형식이다. 일반적인 부정행위와 달리 학문적 결과물을 전적으로 다른 사람이나 조직 등 외부에 의탁한다.

## 같이 보기
- 인가공장
- 학위남발학교
- 얀 헨드릭 쇤
- 오보카타 하루코
- 연구부정행위
- 사료 비판